# Greeneville
Greeneville – miasto w Stanach Zjednoczonych, w stanie Tennessee, siedziba administracyjna hrabstwa Greene.